# 1791
Portal Geschichte | Portal Biografien | Aktuelle Ereignisse | Jahreskalender | Tagesartikel

◄ |
17. Jahrhundert |
18. Jahrhundert
| 19. Jahrhundert | ►

◄ |
1760er |
1770er |
1780er |
1790er
| 1800er | 1810er | 1820er | ►

◄◄ |
◄ |
1787 |
1788 |
1789 |
1790 |
1791
| 1792 | 1793 | 1794 | 1795 | ► | ►►
Staatsoberhäupter  · Nekrolog  · Literaturjahr · Musikjahr
| Januar | Januar | Januar | Januar | Januar | Januar | Januar | Januar |
| Kw     | Mo     | Di     | Mi     | Do     | Fr     | Sa     | So     |
| ------ | ------ | ------ | ------ | ------ | ------ | ------ | ------ |
| 52     |        |        |        |        |        | 1      | 2      |
| 1      | 3      | 4      | 5      | 6      | 7      | 8      | 9      |
| 2      | 10     | 11     | 12     | 13     | 14     | 15     | 16     |
| 3      | 17     | 18     | 19     | 20     | 21     | 22     | 23     |
| 4      | 24     | 25     | 26     | 27     | 28     | 29     | 30     |
| 5      | 31     |        |        |        |        |        |        |

| Februar | Februar | Februar | Februar | Februar | Februar | Februar | Februar |
| Kw      | Mo      | Di      | Mi      | Do      | Fr      | Sa      | So      |
| ------- | ------- | ------- | ------- | ------- | ------- | ------- | ------- |
| 5       |         | 1       | 2       | 3       | 4       | 5       | 6       |
| 6       | 7       | 8       | 9       | 10      | 11      | 12      | 13      |
| 7       | 14      | 15      | 16      | 17      | 18      | 19      | 20      |
| 8       | 21      | 22      | 23      | 24      | 25      | 26      | 27      |
| 9       | 28      |         |         |         |         |         |         |

| März | März | März | März | März | März | März | März |
| Kw   | Mo   | Di   | Mi   | Do   | Fr   | Sa   | So   |
| ---- | ---- | ---- | ---- | ---- | ---- | ---- | ---- |
| 9    |      | 1    | 2    | 3    | 4    | 5    | 6    |
| 10   | 7    | 8    | 9    | 10   | 11   | 12   | 13   |
| 11   | 14   | 15   | 16   | 17   | 18   | 19   | 20   |
| 12   | 21   | 22   | 23   | 24   | 25   | 26   | 27   |
| 13   | 28   | 29   | 30   | 31   |      |      |      |

| April | April | April | April | April | April | April | April |
| Kw    | Mo    | Di    | Mi    | Do    | Fr    | Sa    | So    |
| ----- | ----- | ----- | ----- | ----- | ----- | ----- | ----- |
| 13    |       |       |       |       | 1     | 2     | 3     |
| 14    | 4     | 5     | 6     | 7     | 8     | 9     | 10    |
| 15    | 11    | 12    | 13    | 14    | 15    | 16    | 17    |
| 16    | 18    | 19    | 20    | 21    | 22    | 23    | 24    |
| 17    | 25    | 26    | 27    | 28    | 29    | 30    |       |

| Mai | Mai | Mai | Mai | Mai | Mai | Mai | Mai |
| Kw  | Mo  | Di  | Mi  | Do  | Fr  | Sa  | So  |
| --- | --- | --- | --- | --- | --- | --- | --- |
| 17  |     |     |     |     |     |     | 1   |
| 18  | 2   | 3   | 4   | 5   | 6   | 7   | 8   |
| 19  | 9   | 10  | 11  | 12  | 13  | 14  | 15  |
| 20  | 16  | 17  | 18  | 19  | 20  | 21  | 22  |
| 21  | 23  | 24  | 25  | 26  | 27  | 28  | 29  |
| 22  | 30  | 31  |     |     |     |     |     |

| Juni | Juni | Juni | Juni | Juni | Juni | Juni | Juni |
| Kw   | Mo   | Di   | Mi   | Do   | Fr   | Sa   | So   |
| ---- | ---- | ---- | ---- | ---- | ---- | ---- | ---- |
| 22   |      |      | 1    | 2    | 3    | 4    | 5    |
| 23   | 6    | 7    | 8    | 9    | 10   | 11   | 12   |
| 24   | 13   | 14   | 15   | 16   | 17   | 18   | 19   |
| 25   | 20   | 21   | 22   | 23   | 24   | 25   | 26   |
| 26   | 27   | 28   | 29   | 30   |      |      |      |

| Juli | Juli | Juli | Juli | Juli | Juli | Juli | Juli |
| Kw   | Mo   | Di   | Mi   | Do   | Fr   | Sa   | So   |
| ---- | ---- | ---- | ---- | ---- | ---- | ---- | ---- |
| 26   |      |      |      |      | 1    | 2    | 3    |
| 27   | 4    | 5    | 6    | 7    | 8    | 9    | 10   |
| 28   | 11   | 12   | 13   | 14   | 15   | 16   | 17   |
| 29   | 18   | 19   | 20   | 21   | 22   | 23   | 24   |
| 30   | 25   | 26   | 27   | 28   | 29   | 30   | 31   |

| August | August | August | August | August | August | August | August |
| Kw     | Mo     | Di     | Mi     | Do     | Fr     | Sa     | So     |
| ------ | ------ | ------ | ------ | ------ | ------ | ------ | ------ |
| 31     | 1      | 2      | 3      | 4      | 5      | 6      | 7      |
| 32     | 8      | 9      | 10     | 11     | 12     | 13     | 14     |
| 33     | 15     | 16     | 17     | 18     | 19     | 20     | 21     |
| 34     | 22     | 23     | 24     | 25     | 26     | 27     | 28     |
| 35     | 29     | 30     | 31     |        |        |        |        |

| September | September | September | September | September | September | September | September |
| Kw        | Mo        | Di        | Mi        | Do        | Fr        | Sa        | So        |
| --------- | --------- | --------- | --------- | --------- | --------- | --------- | --------- |
| 35        |           |           |           | 1         | 2         | 3         | 4         |
| 36        | 5         | 6         | 7         | 8         | 9         | 10        | 11        |
| 37        | 12        | 13        | 14        | 15        | 16        | 17        | 18        |
| 38        | 19        | 20        | 21        | 22        | 23        | 24        | 25        |
| 39        | 26        | 27        | 28        | 29        | 30        |           |           |

| Oktober | Oktober | Oktober | Oktober | Oktober | Oktober | Oktober | Oktober |
| Kw      | Mo      | Di      | Mi      | Do      | Fr      | Sa      | So      |
| ------- | ------- | ------- | ------- | ------- | ------- | ------- | ------- |
| 39      |         |         |         |         |         | 1       | 2       |
| 40      | 3       | 4       | 5       | 6       | 7       | 8       | 9       |
| 41      | 10      | 11      | 12      | 13      | 14      | 15      | 16      |
| 42      | 17      | 18      | 19      | 20      | 21      | 22      | 23      |
| 43      | 24      | 25      | 26      | 27      | 28      | 29      | 30      |
| 44      | 31      |         |         |         |         |         |         |

| November | November | November | November | November | November | November | November |
| Kw       | Mo       | Di       | Mi       | Do       | Fr       | Sa       | So       |
| -------- | -------- | -------- | -------- | -------- | -------- | -------- | -------- |
| 44       |          | 1        | 2        | 3        | 4        | 5        | 6        |
| 45       | 7        | 8        | 9        | 10       | 11       | 12       | 13       |
| 46       | 14       | 15       | 16       | 17       | 18       | 19       | 20       |
| 47       | 21       | 22       | 23       | 24       | 25       | 26       | 27       |
| 48       | 28       | 29       | 30       |          |          |          |          |

| Dezember | Dezember | Dezember | Dezember | Dezember | Dezember | Dezember | Dezember |
| Kw       | Mo       | Di       | Mi       | Do       | Fr       | Sa       | So       |
| -------- | -------- | -------- | -------- | -------- | -------- | -------- | -------- |
| 48       |          |          |          | 1        | 2        | 3        | 4        |
| 49       | 5        | 6        | 7        | 8        | 9        | 10       | 11       |
| 50       | 12       | 13       | 14       | 15       | 16       | 17       | 18       |
| 51       | 19       | 20       | 21       | 22       | 23       | 24       | 25       |
| 52       | 26       | 27       | 28       | 29       | 30       | 31       |          |

| Januar | Januar | Januar | Januar | Januar | Januar | Januar | Januar |
| Kw     | Mo     | Di     | Mi     | Do     | Fr     | Sa     | So     |
| ------ | ------ | ------ | ------ | ------ | ------ | ------ | ------ |
| 52     |        |        |        |        |        | 1      | 2      |
| 1      | 3      | 4      | 5      | 6      | 7      | 8      | 9      |
| 2      | 10     | 11     | 12     | 13     | 14     | 15     | 16     |
| 3      | 17     | 18     | 19     | 20     | 21     | 22     | 23     |
| 4      | 24     | 25     | 26     | 27     | 28     | 29     | 30     |
| 5      | 31     |        |        |        |        |        |        |

| Februar | Februar | Februar | Februar | Februar | Februar | Februar | Februar |
| Kw      | Mo      | Di      | Mi      | Do      | Fr      | Sa      | So      |
| ------- | ------- | ------- | ------- | ------- | ------- | ------- | ------- |
| 5       |         | 1       | 2       | 3       | 4       | 5       | 6       |
| 6       | 7       | 8       | 9       | 10      | 11      | 12      | 13      |
| 7       | 14      | 15      | 16      | 17      | 18      | 19      | 20      |
| 8       | 21      | 22      | 23      | 24      | 25      | 26      | 27      |
| 9       | 28      |         |         |         |         |         |         |

| März | März | März | März | März | März | März | März |
| Kw   | Mo   | Di   | Mi   | Do   | Fr   | Sa   | So   |
| ---- | ---- | ---- | ---- | ---- | ---- | ---- | ---- |
| 9    |      | 1    | 2    | 3    | 4    | 5    | 6    |
| 10   | 7    | 8    | 9    | 10   | 11   | 12   | 13   |
| 11   | 14   | 15   | 16   | 17   | 18   | 19   | 20   |
| 12   | 21   | 22   | 23   | 24   | 25   | 26   | 27   |
| 13   | 28   | 29   | 30   | 31   |      |      |      |

| April | April | April | April | April | April | April | April |
| Kw    | Mo    | Di    | Mi    | Do    | Fr    | Sa    | So    |
| ----- | ----- | ----- | ----- | ----- | ----- | ----- | ----- |
| 13    |       |       |       |       | 1     | 2     | 3     |
| 14    | 4     | 5     | 6     | 7     | 8     | 9     | 10    |
| 15    | 11    | 12    | 13    | 14    | 15    | 16    | 17    |
| 16    | 18    | 19    | 20    | 21    | 22    | 23    | 24    |
| 17    | 25    | 26    | 27    | 28    | 29    | 30    |       |

| Mai | Mai | Mai | Mai | Mai | Mai | Mai | Mai |
| Kw  | Mo  | Di  | Mi  | Do  | Fr  | Sa  | So  |
| --- | --- | --- | --- | --- | --- | --- | --- |
| 17  |     |     |     |     |     |     | 1   |
| 18  | 2   | 3   | 4   | 5   | 6   | 7   | 8   |
| 19  | 9   | 10  | 11  | 12  | 13  | 14  | 15  |
| 20  | 16  | 17  | 18  | 19  | 20  | 21  | 22  |
| 21  | 23  | 24  | 25  | 26  | 27  | 28  | 29  |
| 22  | 30  | 31  |     |     |     |     |     |

| Juni | Juni | Juni | Juni | Juni | Juni | Juni | Juni |
| Kw   | Mo   | Di   | Mi   | Do   | Fr   | Sa   | So   |
| ---- | ---- | ---- | ---- | ---- | ---- | ---- | ---- |
| 22   |      |      | 1    | 2    | 3    | 4    | 5    |
| 23   | 6    | 7    | 8    | 9    | 10   | 11   | 12   |
| 24   | 13   | 14   | 15   | 16   | 17   | 18   | 19   |
| 25   | 20   | 21   | 22   | 23   | 24   | 25   | 26   |
| 26   | 27   | 28   | 29   | 30   |      |      |      |

| Juli | Juli | Juli | Juli | Juli | Juli | Juli | Juli |
| Kw   | Mo   | Di   | Mi   | Do   | Fr   | Sa   | So   |
| ---- | ---- | ---- | ---- | ---- | ---- | ---- | ---- |
| 26   |      |      |      |      | 1    | 2    | 3    |
| 27   | 4    | 5    | 6    | 7    | 8    | 9    | 10   |
| 28   | 11   | 12   | 13   | 14   | 15   | 16   | 17   |
| 29   | 18   | 19   | 20   | 21   | 22   | 23   | 24   |
| 30   | 25   | 26   | 27   | 28   | 29   | 30   | 31   |

| August | August | August | August | August | August | August | August |
| Kw     | Mo     | Di     | Mi     | Do     | Fr     | Sa     | So     |
| ------ | ------ | ------ | ------ | ------ | ------ | ------ | ------ |
| 31     | 1      | 2      | 3      | 4      | 5      | 6      | 7      |
| 32     | 8      | 9      | 10     | 11     | 12     | 13     | 14     |
| 33     | 15     | 16     | 17     | 18     | 19     | 20     | 21     |
| 34     | 22     | 23     | 24     | 25     | 26     | 27     | 28     |
| 35     | 29     | 30     | 31     |        |        |        |        |

| September | September | September | September | September | September | September | September |
| Kw        | Mo        | Di        | Mi        | Do        | Fr        | Sa        | So        |
| --------- | --------- | --------- | --------- | --------- | --------- | --------- | --------- |
| 35        |           |           |           | 1         | 2         | 3         | 4         |
| 36        | 5         | 6         | 7         | 8         | 9         | 10        | 11        |
| 37        | 12        | 13        | 14        | 15        | 16        | 17        | 18        |
| 38        | 19        | 20        | 21        | 22        | 23        | 24        | 25        |
| 39        | 26        | 27        | 28        | 29        | 30        |           |           |

| Oktober | Oktober | Oktober | Oktober | Oktober | Oktober | Oktober | Oktober |
| Kw      | Mo      | Di      | Mi      | Do      | Fr      | Sa      | So      |
| ------- | ------- | ------- | ------- | ------- | ------- | ------- | ------- |
| 39      |         |         |         |         |         | 1       | 2       |
| 40      | 3       | 4       | 5       | 6       | 7       | 8       | 9       |
| 41      | 10      | 11      | 12      | 13      | 14      | 15      | 16      |
| 42      | 17      | 18      | 19      | 20      | 21      | 22      | 23      |
| 43      | 24      | 25      | 26      | 27      | 28      | 29      | 30      |
| 44      | 31      |         |         |         |         |         |         |

| November | November | November | November | November | November | November | November |
| Kw       | Mo       | Di       | Mi       | Do       | Fr       | Sa       | So       |
| -------- | -------- | -------- | -------- | -------- | -------- | -------- | -------- |
| 44       |          | 1        | 2        | 3        | 4        | 5        | 6        |
| 45       | 7        | 8        | 9        | 10       | 11       | 12       | 13       |
| 46       | 14       | 15       | 16       | 17       | 18       | 19       | 20       |
| 47       | 21       | 22       | 23       | 24       | 25       | 26       | 27       |
| 48       | 28       | 29       | 30       |          |          |          |          |

| Dezember | Dezember | Dezember | Dezember | Dezember | Dezember | Dezember | Dezember |
| Kw       | Mo       | Di       | Mi       | Do       | Fr       | Sa       | So       |
| -------- | -------- | -------- | -------- | -------- | -------- | -------- | -------- |
| 48       |          |          |          | 1        | 2        | 3        | 4        |
| 49       | 5        | 6        | 7        | 8        | 9        | 10       | 11       |
| 50       | 12       | 13       | 14       | 15       | 16       | 17       | 18       |
| 51       | 19       | 20       | 21       | 22       | 23       | 24       | 25       |
| 52       | 26       | 27       | 28       | 29       | 30       | 31       |          |

## Ereignisse

### Politik und Weltgeschehen

#### Frankreich während der Revolution
- 30. Januar: Gabriel de Riqueti, comte de Mirabeau wird als Abgeordneter des Dritten Standes Präsident der französischen Konstituante, die mit dem Erarbeiten der ersten Verfassung des Landes befasst ist.
- 2. März: Abschaffung der Zünfte in Frankreich
- 14. Juni: Die französische Konstituante erlässt das Gesetz Le Chapelier, das Meistern, Gesellen und Arbeitern untersagt, sich in Bünden zu organisieren. Es sind keine Versammlungen über die Lohnfestsetzung zugelassen, Zünfte und Streiks sind unter Strafandrohung verboten.
- 20. Juni: Frankreichs König Ludwig XVI. bricht mit seiner Familie zur Flucht nach Metz auf.
- 21. Juni: Der Fluchtversuch König Ludwigs XVI. wird in Varennes (Lothringen) vereitelt.
- 17. Juli: Nach einem Schuss auf den Oberbefehlshaber der französischen Nationalgarde, Lafayette, antworten in Paris seine Soldaten mit Gegenfeuer in eine Menschenmenge. Sie lösen das Massaker auf dem Marsfeld und eine Massenpanik aus. Die Menschen sind gekommen, um eine republikanische Petition zu unterschreiben.
- 18. Juli: Abspaltung der Feuillants vom Jakobiner-Klub
- 27. August: Deklaration von Pillnitz, österreichisch-preußische Interventionsdrohung gegen das revolutionäre Frankreich im Ergebnis der Fürstenzusammenkunft vom 25. bis 27. August im Pillnitzer Schloss

Die französische Verfassung von 1791

- 3. September: Verabschiedung der Verfassung durch die Konstituante
- 7. September: Erklärung der Rechte der Frau und Bürgerin („Déclaration des Droits de la Femme et de la Citoyenne“) durch Olympe de Gouges
- 14. September: Verfassungseid durch König Ludwig XVI (König steht nun nicht mehr über dem Gesetz, sondern regiert durch dieses). Frankreich wird damit zu einer konstitutionellen Monarchie.
- 27. September: Die französische Nationalversammlung verkündet die Gleichberechtigung aller französischen Juden. Diese wurde auch in den von Napoleon eroberten europäischen Gebieten gesetzlich eingeführt.
- 1. Oktober Die Gesetzgebende Nationalversammlung löst die Konstituante in Frankreich ab.
- 14. Dezember: König Ludwig XVI. gründet in der Revolutionszeit die Französische Rheinarmee, die in den nachfolgenden Koalitionskriegen eingesetzt wird.

#### Weitere Ereignisse in Europa

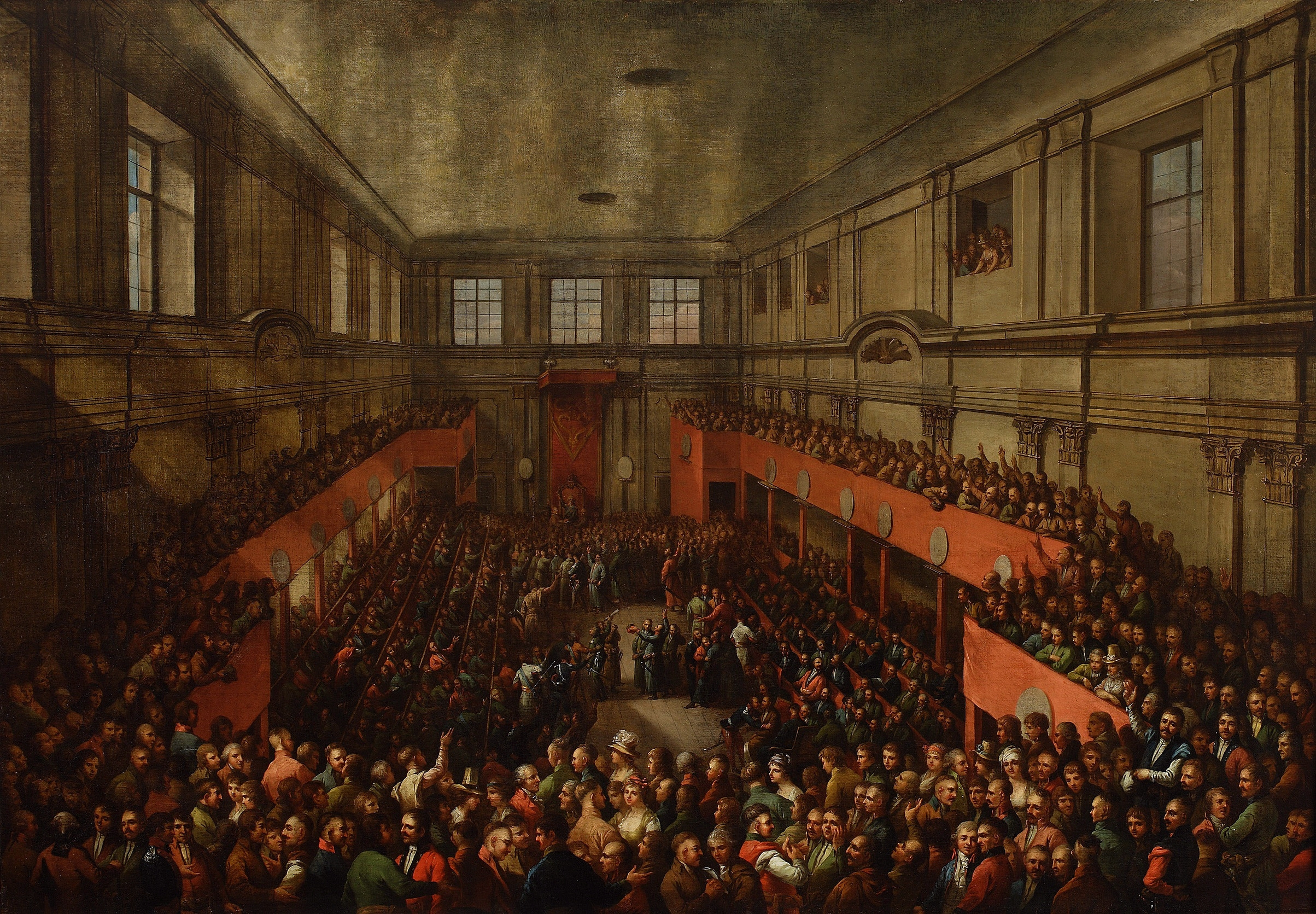
Die Verabschiedung der Mai-Verfassung

- 16. Januar: Karl Alexander von Brandenburg-Ansbach-Bayreuth verkauft seine fränkischen Markgraftümer Ansbach und Bayreuth an Preußen.
- 3. Mai: In Polen verabschiedet der Vierjährige Sejm die Verfassung vom 3. Mai, die erste geschriebene demokratische Verfassung Europas.
- 14. bis 17. Juli: Die Priestley Riots in Birmingham gegen die Dissenter unter Joseph Priestley, werden von der örtlichen Verwaltung nur zögerlich bekämpft.
- 4. August: Der Frieden von Swischtow beendet den letzten der österreichischen Türkenkriege.

#### Amerika und Karibik

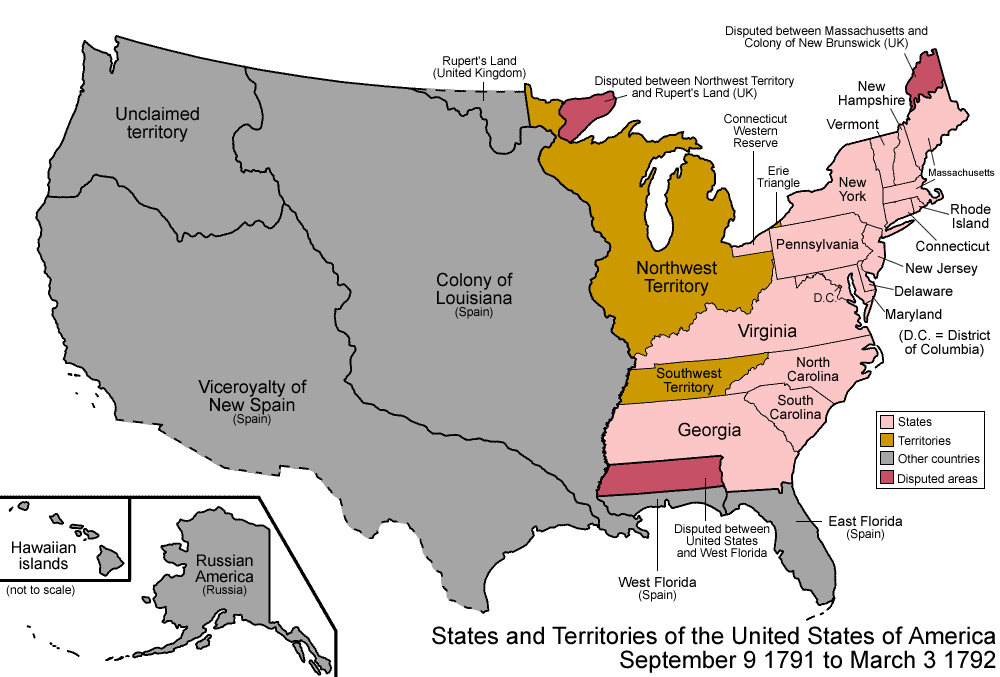
Vereinigte Staaten 1791–92

- 4. März: Die bisherige Vermont Republic tritt den Vereinigten Staaten unter dem Namen Vermont als 14. Bundesstaat bei.
- 10. Juni: Das britische Parlament beschließt im Constitutional Act, die Provinz Québec aufzuteilen. Es entstehen mit Wirkung ab 26. Dezember Ober- und Niederkanada.
- 4. November: In der Schlacht am Wabash River erleidet die US-Armee unter Arthur St. Clair ihre größte Niederlage im Kampf mit Indianern. Anführer des siegreichen Bündnisses aus mehreren Stämmen sind unter anderem Little Turtle und Blue Jacket.
- 15. Dezember: Die Bill of Rights ist von der erforderlichen 3/4 Mehrheit der Bundesstaaten ratifiziert und tritt in Kraft.
- In der französischen Kolonie Saint-Domingue in der Karibik beginnt ein Sklavenaufstand unter dem ehemaligen Sklaven Toussaint Louverture.

#### Ozeanien
- 23. November: Unabhängig voneinander entdecken am selben Tag Kapitän George Vancouver auf dem Schiff Discovery und Leutnant William Robert Broughton auf dem Schiff Chatham die Snaresinseln südlich von Neuseeland.

### Wirtschaft
- 4. Dezember: In London wird die weltweit erste Sonntagszeitung, The Observer, herausgegeben.

### Wissenschaft und Technik
- 26. März: Einführung des Urmeters
- 2. April: Wilhelm Herschel entdeckt im Sternbild Großer Bär die später als NGC 2880 katalogisierte Galaxie.
- 6. Mai: Wilhelm Herschel fällt im Sternbild Kleiner Bär die Galaxie NGC 6048 auf.
- Georg Ludwig Hartig veröffentlicht Anweisung zur Holzzucht für Förster, eines der ersten vollständigen Lehrbücher des Waldbaus.
- Der Hauslehrer Peter Plett impft drei Kinder erfolgreich gegen Pocken. Sein Bericht wird an der Christian-Albrechts-Universität zu Kiel jedoch nicht ernst genommen und unterdrückt.

### Kultur

#### Bildende Kunst

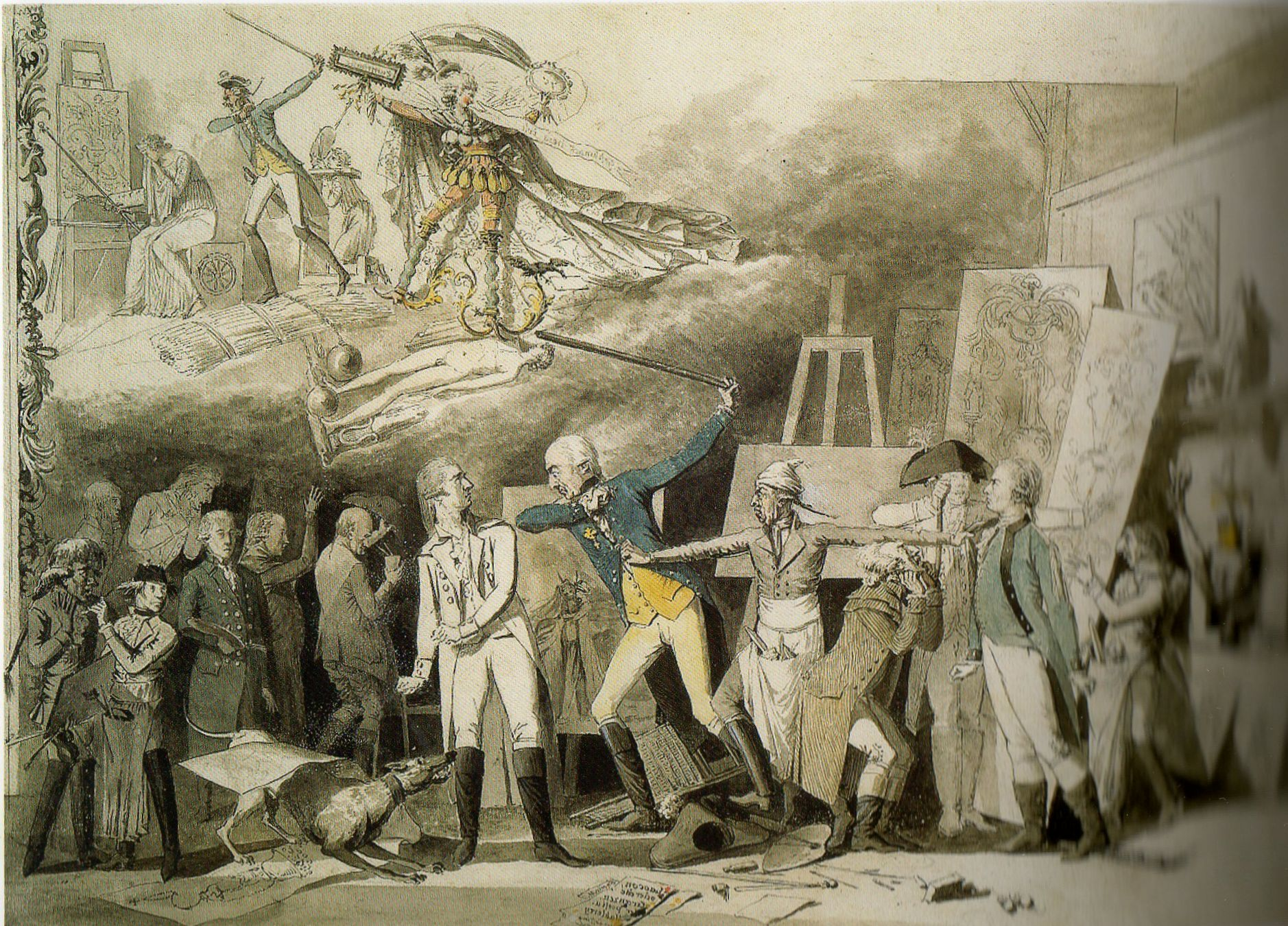
Kochs Karikatur

Joseph Anton Koch fertigt die Karikatur auf die Kunstpraxis an der Hohen Karlsschule, nachdem Intendant Christoph Dionysius von Seeger ihn unangemessen bestraft hat. Wenige Monate später flieht Koch aus der Hohen Karlsschule und aus Stuttgart und schließt sich in Straßburg einem Kreis von Jakobinern an.

#### Literatur

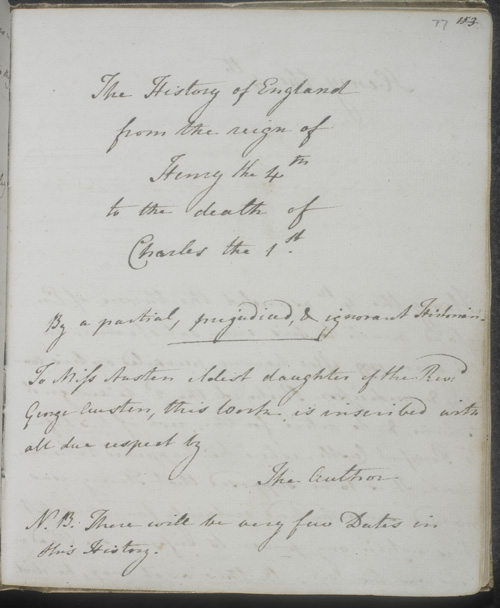
The History of England, von Jane Austens eigener Hand

#### Musik und Theater
- 6. Januar: Das Théâtre de Monsieur in der Pariser Rue Feydeau wird eröffnet.
- 14. Januar: Wolfgang Amadeus Mozart komponiert auf den Text von Christian Adolph Overbeck das Klavierlied Sehnsucht nach dem Frühlinge (Komm, lieber Mai, und mache) KV 596.
- 27. März: Die Uraufführung der Oper Les Deux Sentinelles von Henri Montan Berton erfolgt an der Opéra-Comique in Paris.

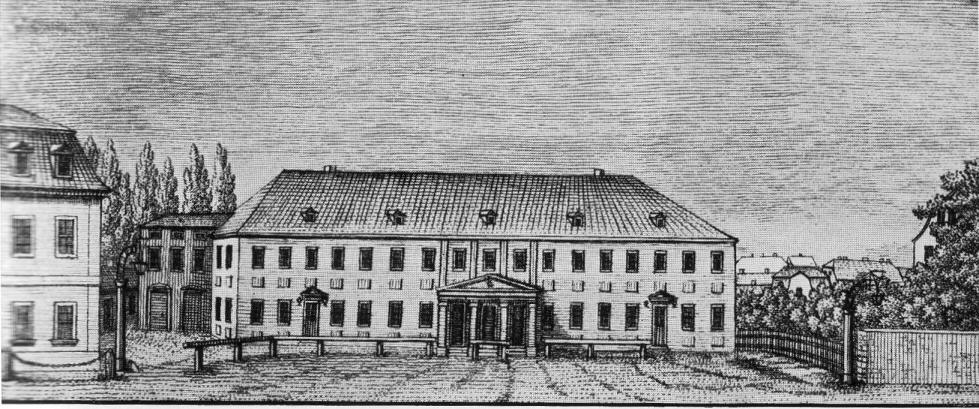
Das alte Hoftheater

- 7. Mai: Das von Herzog Karl August gegründete Weimarer Hoftheater wird unter Leitung von Johann Wolfgang von Goethe mit dem August Wilhelm Ifflands Schauspiel Die Jäger eröffnet.
- 24. Mai: Carl Friedrich Christian Fasch gründet die Sing-Akademie zu Berlin, den weltweit ersten gemischten Chor. Dies ist der Ausgangspunkt des gemischten Chorgesanges und der Bach-Renaissance im 19. Jahrhundert.
- 17. Juni: Wolfgang Amadeus Mozart komponiert sein Ave verum.
- 30. Juli: Die Uraufführung der Oper The Surrender of Calais von Samuel Arnold erfolgt im Little Theatre in London.
- 6. September: Die Uraufführung der Oper La clemenza di Tito (Die Milde des Titus) von Wolfgang Amadeus Mozart erfolgt anlässlich der Krönung Kaiser Leopolds II. zum König von Böhmen im Prager Ständetheater. Das Libretto stammt von Caterino Mazzolà nach einer Vorlage von Pietro Metastasio.

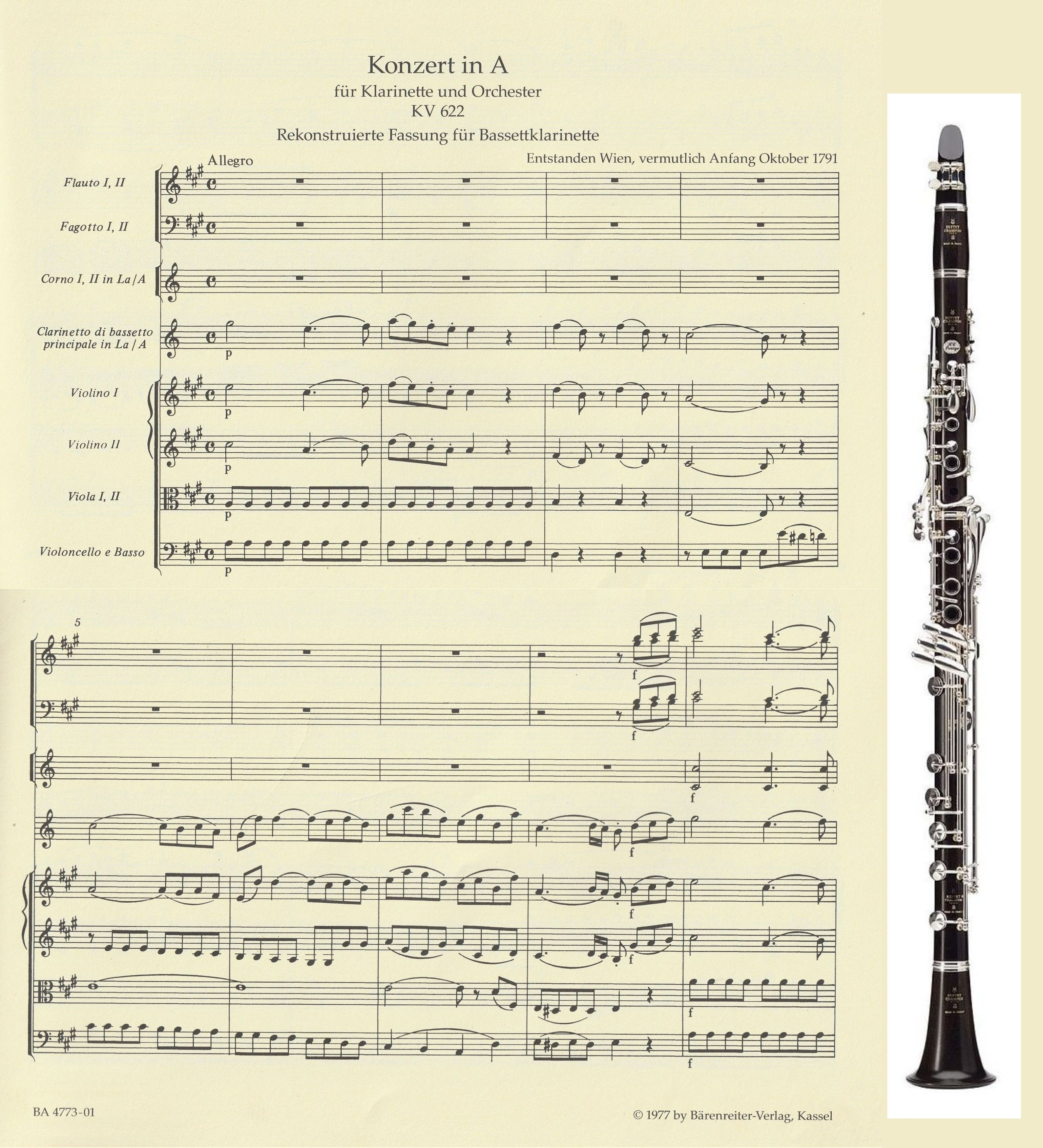
Das Klarinettenkonzert

- Zwischen dem 28. September und dem 7. Oktober schreibt Wolfgang Amadeus Mozart das Klarinettenkonzert, KV 622, sein letztes vollendetes Instrumentalwerk. Bei der Uraufführung am 16. Oktober in Prag ist der Solist Anton Stadler, dem Mozart sein Werk gewidmet hat.

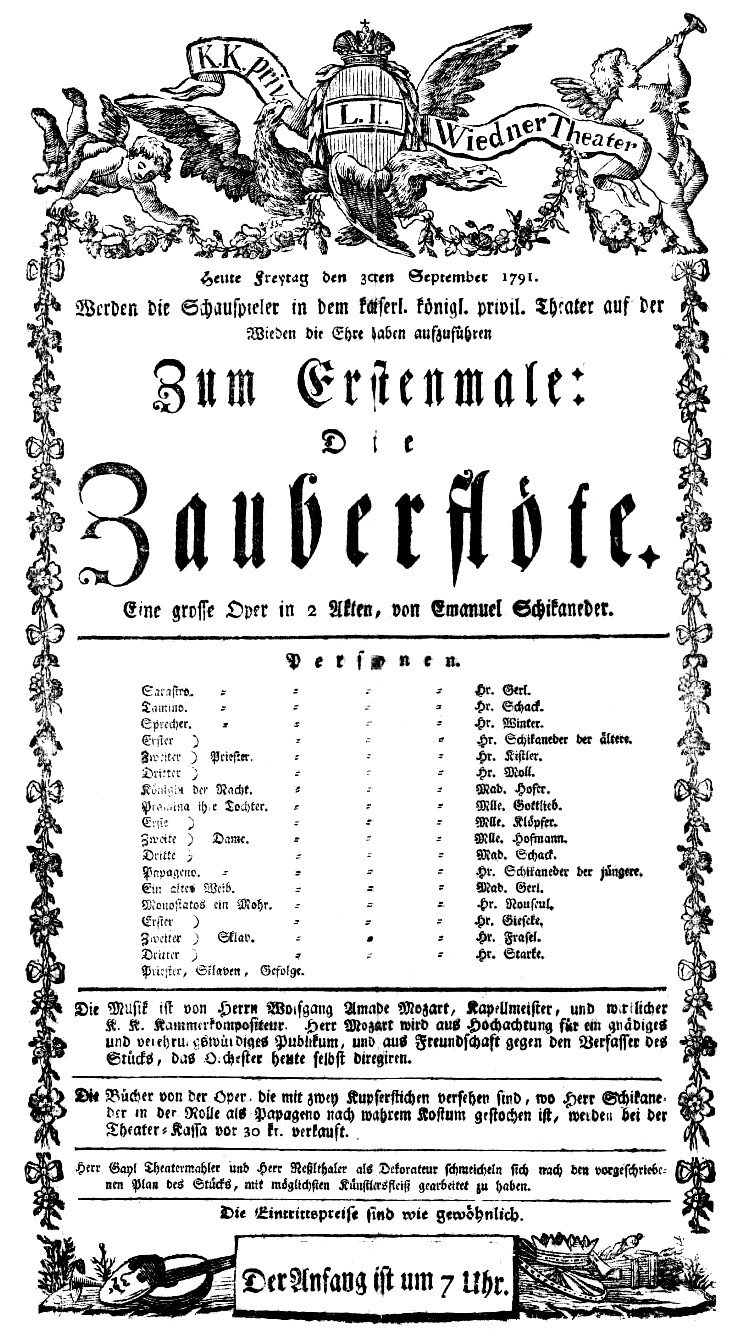
Theaterzettel der Uraufführung

- 30. September: Die Uraufführung der Oper Die Zauberflöte von Wolfgang Amadeus Mozart auf das Libretto von Emanuel Schikaneder findet am Freihaustheater in Wien statt.
- 18. November: Wolfgang Amadeus Mozart vollendet sein letztes Werk, die Kleine Freimaurerkantate, KV 623, bereits im Zustand der Bettlägerigkeit. Rund zwei Wochen später, am 5. Dezember, stirbt er im Alter von 35 Jahren in seiner Wohnung in Wien. Die Todesursache ist bis heute umstritten. Das von ihm zu diesem Zeitpunkt begonnene Requiem, eine Auftragsarbeit für den Grafen Franz von Walsegg, wird von Mozarts Witwe Constanze seinem Schüler Joseph von Eybler zur Fertigstellung angeboten.
- Joseph Haydn tritt seine erste Reise nach England an, die ein großer Erfolg wird. Unter anderem komponiert er die Sinfonie mit dem Paukenschlag.

#### Sonstiges
- 26. Mai: Der Louvre wird nunmehr als Museum verwendet.

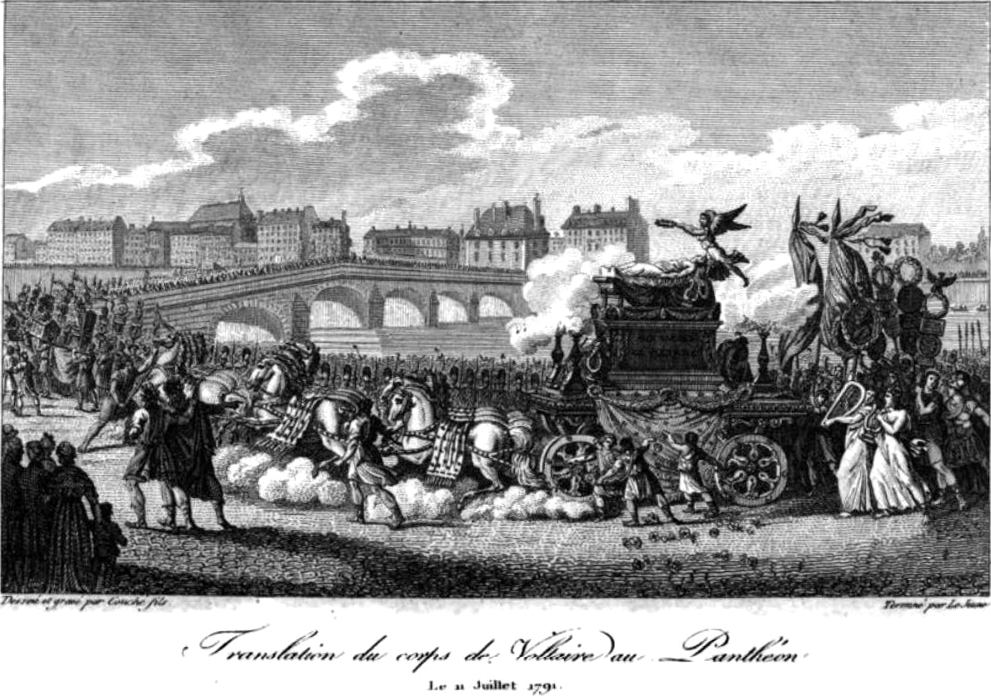
Voltaire wird in das Pantéon überführt

- 11. Juli: Die Gebeine Voltaires werden in das Panthéon von Paris überführt.
- 6. August: Preußens König Friedrich Wilhelm II. weiht in Berlin das noch nicht ganz fertiggestellte Brandenburger Tor ein. Es wird von ihm für den allgemeinen Verkehr freigegeben.

### Religion
- 10. März: Papst Pius VI. verurteilt die in Frankreich eingeführte Zivilverfassung. In der Französischen Revolution wurden am 12. Juli 1790 neue Diözesen gebildet, die Geistlichen zu Beamten des Staates und ferner zur Eidesleistung auf die Verfassung verpflichtet.

## Geboren

### Erstes Quartal
- 02. Januar: Emanuel Friedrich Zehender, Schweizer Schullehrer, Pomologe und Gutsbesitzer († 1870)
- 04. Januar: Joseph Cilley, US-amerikanischer Politiker († 1887)
- 13. Januar: Leonz Gugger, Schweizer Politiker († 1864)
- 14. Januar: Robert B. Cranston, US-amerikanischer Politiker († 1873)

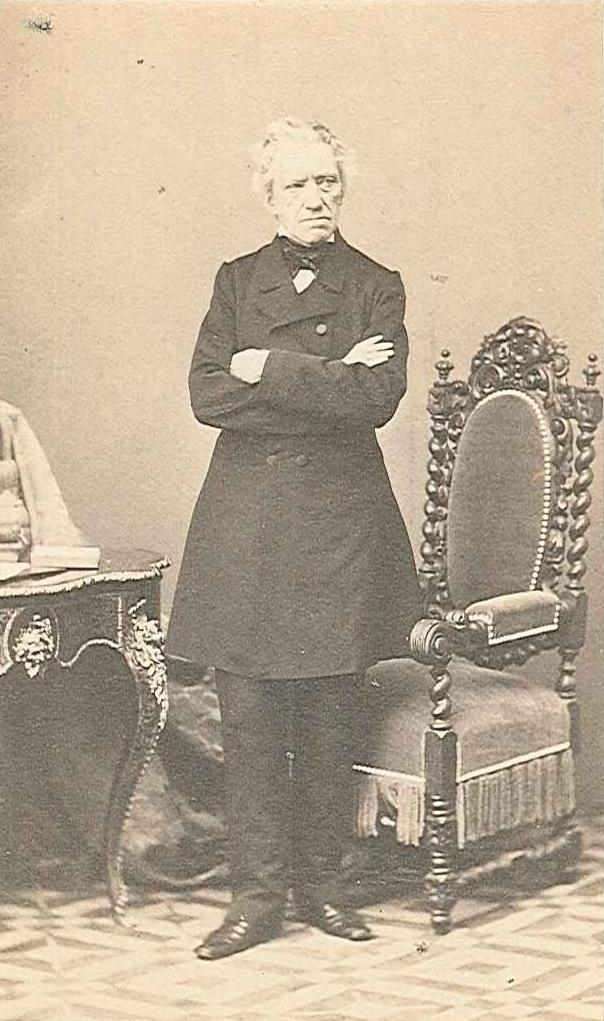
Franz Grillparzer

- 15. Januar: Franz Grillparzer, österreichischer Dramatiker († 1872)
- 16. Januar: Henryk Dembiński, polnischer General († 1864)
- 17. Januar: Jakob Christoph Ziegler, Schweizer Kaufmann, Söldner in niederländischen Diensten und Kolonialbeamter auf Sumatra († 1825)
- 19. Januar: Eduard von Peucker, preußischer General der Infanterie († 1876)
- 21. Januar: Carl August Gadegast, Landwirt und Pionier der Merinoschafzucht in Deutschland († 1865)
- 22. Januar: Paul von Haugwitz, preußischer Soldat, Landrat, Gutsbesitzer und Schriftsteller († 1856)
- 23. Januar: Franz Joseph Hugi, schweizerischer Geologe und Alpenforscher († 1855)
- 07. Februar: Ernst Alban, Pionier des Dampfmaschinenbaus († 1856)
- 11. Februar: Alexandros Mavrokordatos, griechischer Politiker († 1865)
- 11. Februar: Louis Visconti, französischer Architekt († 1853)
- 12. Februar: Peter Cooper, US-amerikanischer Industrieller, Erfinder und Philanthrop († 1883)
- 15. Februar: Friedrich Ludwig Weidig, deutscher Lehrer und Pfarrer, Protagonist des Vormärz († 1837)
- 16. Februar: Wilhelm Friedrich Philipp von Ammon, deutscher Professor († 1855)
- 17. Februar:  Karl Philipp Friedrich Arnsperger, badischer Forstbeamter († 1853)
- 19. Februar: Arthur Anderson, englischer Unternehmer und Politiker († 1868)
- 21. Februar: Carl Czerny, österreichischer Pianist und Klavierpädagoge († 1857)
- 21. Februar: John Mercer, englischer Chemiker, Erfinder des Baumwollveredlungsverfahrens Merzerisation († 1866)
- 27. Februar: Román Antonio Deheza, argentinischer General und Gouverneur († 1872)
- 03. März: Johannes Bach, deutscher Jurist und Politiker († nach 1849)
- 20. März: Marie Ellenrieder, deutsche Malerin († 1863)
- 23. März: Wilhelm Joseph Imhoff, deutscher Bildhauer († 1858)

### Zweites Quartal
- 01. April: Franciszek Mirecki, polnischer Komponist († 1862)
- 02. April: David Henshaw, US-amerikanischer Politiker († 1852)
- 11. April: Désiré Beaulieu, französischer Komponist († 1863)
- 19. April: William Orlando Butler, US-amerikanischer Politiker († 1880)
- 19. April: Ludwig Dankegott Cramer, deutscher evangelischer Geistlicher und Hochschullehrer († 1824)

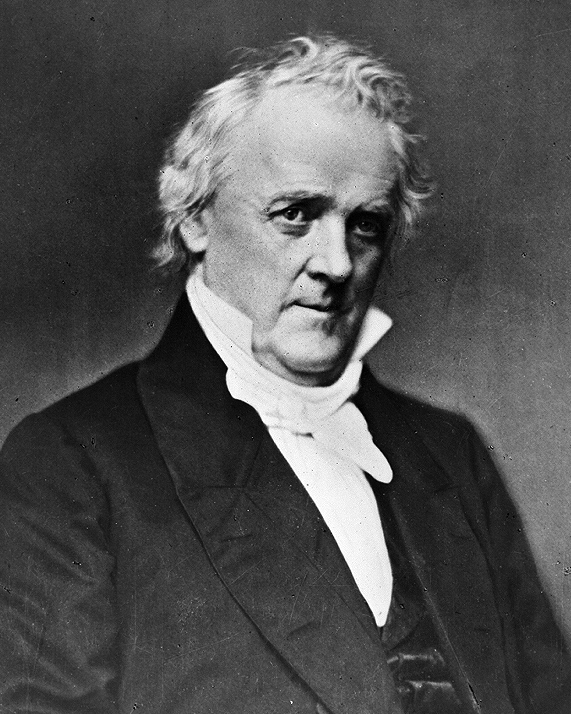
James Buchanan

- 23. April: James Buchanan, US-amerikanischer Politiker und Präsident († 1868)
- 23. April: Friedrich von Olivier, deutscher Maler († 1859)
- 25. April: Franz von Waldersee, preußischer General der Kavallerie († 1873)

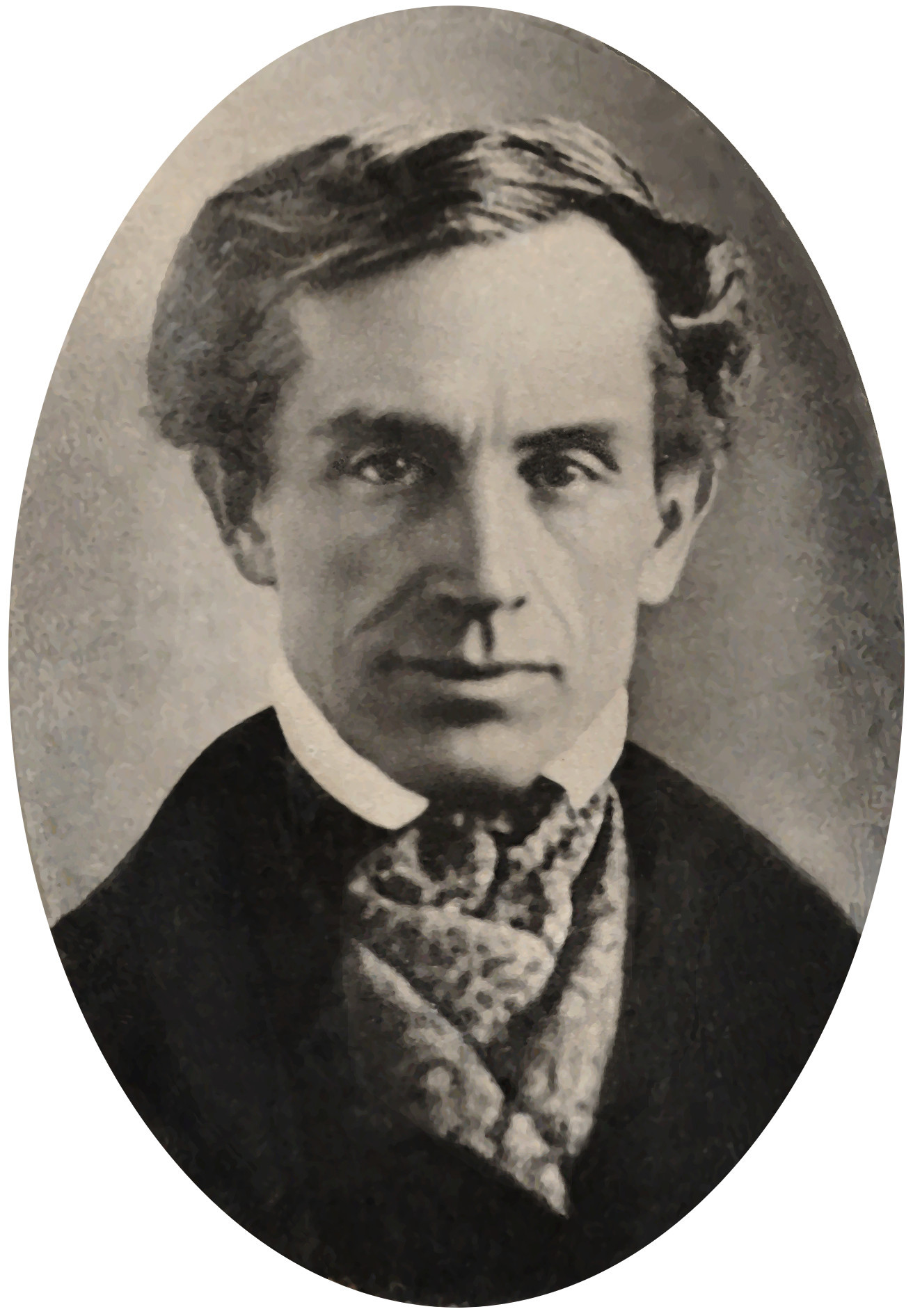
Samuel Finley Breese Morse

- 27. April: Samuel Morse, US-amerikanischer Erfinder († 1872)
- 03. Mai: Henryk Rzewuski, polnischer Schriftsteller († 1866)
- 04. Mai: Sebastian Scharnagel, deutscher Maler († 1837)
- 06. Mai: Wilhelm Eilert Schmid, deutscher Orgelbauer († 1856)
- 11. Mai: Jan Václav Voříšek, böhmischer Komponist († 1825)
- 17. Mai: Silas H. Jennison, US-amerikanischer Politiker († 1849)
- 18. Mai: August Breithaupt, deutscher Mineraloge († 1873)
- 25. Mai: Minh Mạng, zweiter Kaiser der vietnamesischen Nguyễn-Dynastie († 1841)
- 26. Mai: August Grahl, deutscher Miniaturmaler († 1868)
- 28. Mai: Adalbert von der Recke-Volmerstein, einer der Gründungsväter der Diakonie († 1878)
- 31. Mai: John Brown Francis, US-amerikanischer Politiker († 1864)
- 01. Juni: John Nelson, US-amerikanischer Jurist und Politiker († 1860)
- 05. Juni: Said ibn Sultan, Sultan von Maskat, Oman und Sansibar († 1856)
- 20. Juni: Thomas Edward Bowdich, britischer Abenteurer, Autor und Zoologe († 1824)
- 28. Juni: Amanz Dürholz, Schweizer Politiker († 1866)
- 30. Juni: Félix Savart, französischer Arzt und Physiker († 1841)

### Drittes Quartal
- 09. Juli: Rudolph Bay, dänischer Komponist († 1856)
- 09. Juli: Friedrich Adolf Ebert, deutscher Bibliothekar und Bibliograph († 1834)
- 18. Juli: Isaac D. Barnard, US-amerikanischer Politiker († 1834)
- 19. Juli: Balthasar Conrad Euler, deutscher Orgelbauer († 1874)
- 26. Juli: Franz Xaver Wolfgang Mozart, österreichischer Komponist († 1844)
- 03. August: Charles Gordon-Lennox, 5. Duke of Richmond, britischer Politiker († 1860)
- 07. August: Adolf Ivar Arwidsson, finnischer Journalist, Schriftsteller und Historiker († 1858)
- 08. August: Carl Weichselbaumer, deutscher Schriftsteller († 1871)
- 10. August: Karl Rikli, Schweizer evangelischer Geistlicher († 1843)
- 12. August: Joseph von Arneth, österreichischer Archäologe und Numismatiker († 1863)
- 18. August: Ludwig Kachel (Graveur), ab 1836 badischer Münzrat, außerdem ab 1846 auch 20 Jahre lang Präsident des badischen Kunstvereins († 1878)
- 19. August: Friedrich Schüler, Jurist und Politiker († 1873)
- 26. August: Karl Gustav Fiedler, deutscher Montanwissenschaftler und Mineraloge († 1853)
- 28. August: Meredith Miles Marmaduke, US-amerikanischer Politiker († 1864)
- 01. September: Friedrich Bird, deutscher Mediziner († 1851)
- 03. September: Francisco Esteban Acuña de Figueroa, uruguayischer Schriftsteller († 1862)
- 05. September: Giacomo Meyerbeer, deutscher Komponist und Dirigent († 1864)
- 08. September: Elisha Harris, US-amerikanischer Politiker († 1861)
- 08. September: George A. Simmons, US-amerikanischer Politiker († 1857)
- 14. September: Franz Bopp, deutscher Sprachwissenschaftler und Sanskritforscher († 1867)
- 21. September: István Széchenyi, ungarischer Staatsreformer und Unternehmer († 1860)

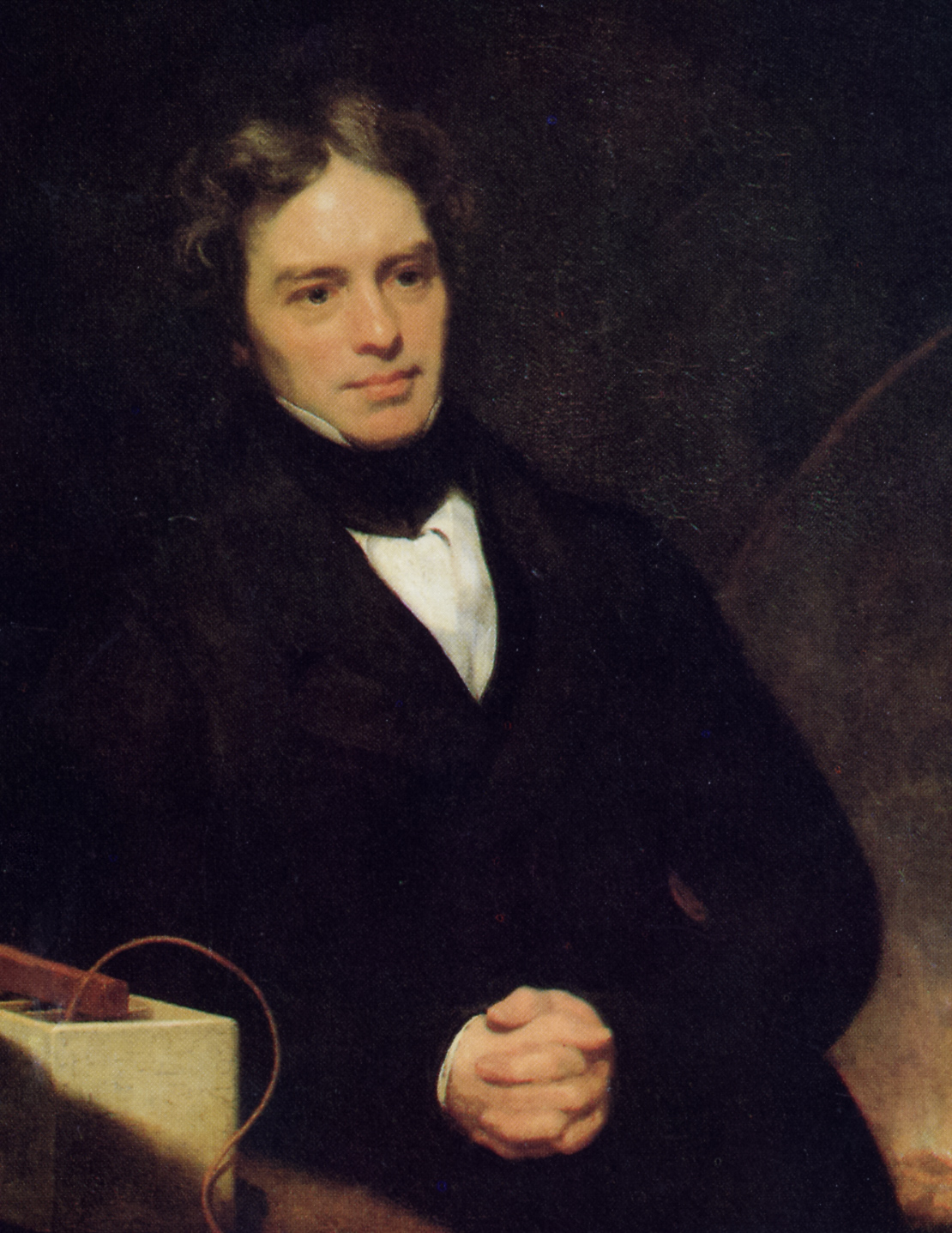
Michael Faraday

- 22. September: Michael Faraday, englischer Physiker und Chemiker († 1867)
- 22. September: Paul von Prittwitz, russischer Generalleutnant und Senator († 1856)
- 23. September: Heinrich Friedrich von Arnim-Heinrichsdorff-Werbelow, preußischer Staatsmann († 1859)
- 23. September: Johann Franz Encke, deutscher Astronom († 1865)

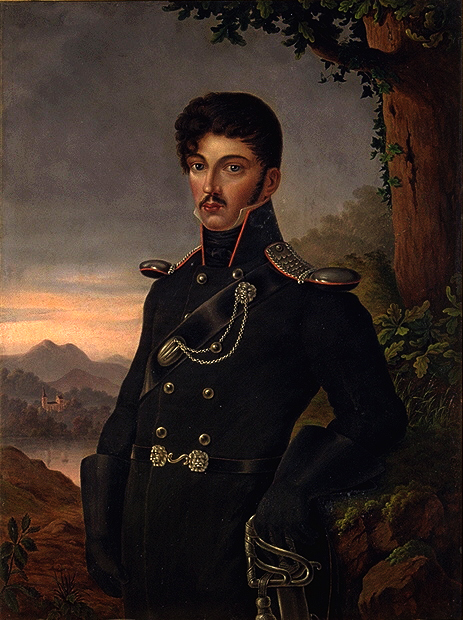
Theodor Körner, 1813/1814

- 23. September: Theodor Körner, deutscher Schriftsteller († 1813)
- 26. September: Théodore Géricault, französischer Maler († 1824)

### Viertes Quartal
- 01. Oktober: Sergei Timofejewitsch Aksakow, russischer Schriftsteller († 1859)
- 01. Oktober: Franz von Elsholtz, deutscher Dichter und Schriftsteller († 1872)
- 01. Oktober: James Farrington, US-amerikanischer Politiker († 1859)
- 06. Oktober: Johann Theodor Vömel, deutscher Altphilologe, lutherischer Theologe und Gymnasialdirektor († 1868)
- 09. Oktober: Amalie Schoppe, deutsche Schriftstellerin († 1858)
- 11. Oktober: Karl Schomburg, Oberbürgermeister und Ehrenbürger Kassels († 1841)
- 12. Oktober: Zacharias Werny, deutscher Soldat in den Befreiungskriegen († 1892)
- 18. Oktober: Johann Baptist Stiglmaier, deutscher Erzgießer, Bildhauer, Maler und Medailleur († 1844)
- 24. Oktober: Joseph R. Underwood, US-amerikanischer Politiker († 1876)
- 03. November: Nicolas Charles Victor Oudinot, Herzog von Reggio und Sohn des Nicolas-Charles Oudinot († 1863)
- 10. November: Robert Young Hayne, US-amerikanischer Politiker († 1839)
- 10. November: Elias P. Seeley, US-amerikanischer Politiker († 1846)
- 11. November: Josef Munzinger, Kaufmann, Revolutionär und Politiker († 1855)
- 14. November: Deocar Schmid: deutscher Geistlicher und Missionar († 1828)
- 16. November: Johan Ludvig Heiberg, dänischer Dichter und Kritiker († 1860)
- 20. November: Ferrante Aporti, italienischer Pädagoge und Theologe († 1858)
- 21. November: Heinrich Ritter, deutscher Philosoph († 1869)
- 21. November: Wladimir Fjodorowitsch Adlerberg, russischer General und Minister († 1884)
- 22. November: Carl Gottlob Häcker, deutscher Orgelbauer († 1860)
- 22. November: Thomas Withers Chinn, US-amerikanischer Politiker († 1852)
- 22. November: John Winston Jones, US-amerikanischer Politiker († 1848)
- 27. November: Carlo Evasio Soliva, italienischer Komponist Schweizer Herkunft († 1853)
- 27. November: Truman Smith, US-amerikanischer Politiker († 1884)
- 04. Dezember: Lady Jane Franklin, britische Abenteuerin († 1875)
- 04. Dezember: Johann Gottlob Töpfer, deutscher Organist, Komponist und Theoretiker des Orgelbaus († 1870)
- 07. Dezember: Bernard-Pierre Magnan, französischer General und Marschall von Frankreich († 1865)
- 08. Dezember: Walter Booth, US-amerikanischer Politiker († 1870)
- 08. Dezember: Peter Joseph von Lindpaintner, deutscher Komponist und Dirigent († 1856)
- 10. Dezember: Friedrich von Gärtner, deutscher Architekt († 1847)
- 10. Dezember: Kensey Johns, US-amerikanischer Politiker († 1857)
- 12. Dezember: Marie-Louise von Habsburg, Ehefrau Napoleons I. († 1847)
- 12. Dezember: Peter Dumont Vroom, US-amerikanischer Politiker († 1873)
- 15. Dezember: James Whitfield, US-amerikanischer Politiker († 1875)
- 17. Dezember: Samuel Amsler, Schweizer Kupferstecher († 1849)
- 24. Dezember: Eugène Scribe, französischer Dramatiker († 1861)
- 26. Dezember: Charles Babbage, britischer Mathematiker († 1871)
- 28. Dezember: Johanna Sebus, deutsche Lebensretterin († 1809)
- 31. Dezember: Franz Wild, österreichischer Opernsänger († 1860)

### Genaues Geburtsdatum unbekannt
- Robert Adams, irischer Chirurg und Kardiologe († 1875)
- Giannis Gouras, griechischer Klepht, Armatole und Freiheitskämpfer († 1826)
- Jean-Joseph Page, Schweizer Jurist und Politiker († 1863)
- Joseph L. Tillinghast, US-amerikanischer Politiker († 1844)
- Andreas Zaimis, griechischer Freiheitskämpfer und Politiker († 1840)

## Gestorben

### Erstes Halbjahr
- 08. Januar: Rudolph Friedrich Schultze, deutscher evangelischer Theologe (* 1738)
- 10. Januar: Friedrich Ewald Ernst von Massow, deutscher Beamter (* 1750)
- 15. Januar: Wilhelm II. Roßhirt, Abt des Zisterzienserklosters in Ebrach (* 1714)
- 17. Januar: Friedrich Konrad Lange, deutsch-dänischer evangelischer Geistlicher und Pädagoge (* 1738)
- 23. Januar: Johann Philipp Fabrizius, deutscher evangelischer Missionar, lutherischer Pastor und Bibelübersetzer (* 1711)
- 23. Januar: Carl Heinrich von Heineken, Kunstschriftsteller und -sammler, Direktor des Dresdner Kupferstichkabinetts (* 1707)
- 24. Januar: Etienne-Maurice Falconet, französischer Bildhauer (* 1716)
- 27. Januar: George Bryan, US-amerikanischer Politiker (* 1731)
- 30. Januar: Claude-Carloman de Rulhière, französischer Historiker (* 1735)
- 03. Februar: Matthias Faller, deutscher Klosterbildhauer und Holzschnitzer (* 1707)
- 07. Februar: Nicolas-François Gillet, französischer Bildhauer und Hochschullehrer (* 1709)
- 22. Februar: Johann Siegmund Mörl, deutscher evangelischer Geistlicher (* 1710)
- 23. Februar: Friedrich Sinner, Schultheiss von Bern (* 1713)
- 24. Februar: Leopold von Hartmann, deutscher Beamter und Landwirt (* 1734)
- 01. März: Peter Ahlwardt, deutscher Theologe und Philosoph (* 1710)

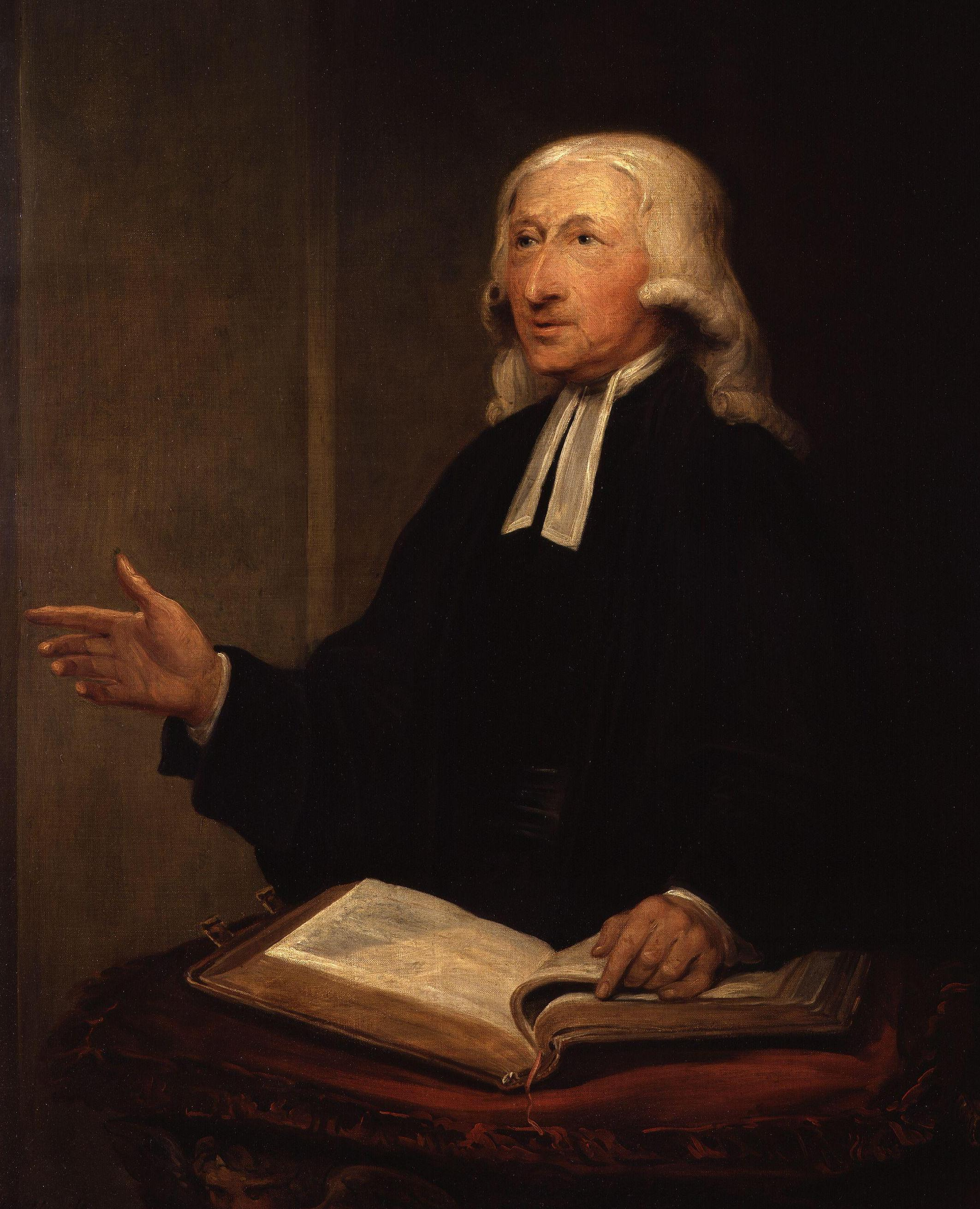
John Wesley

- 02. März: John Wesley, englischer Erweckungsprediger und Mitbegründer des Methodismus (* 1703)
- 04. März: Bernhard Friedrich Hummel, deutscher Pädagoge (* 1725)
- 07. März: Johann Georg Arnold Oelrichs, deutscher evangelischer Theologe und Philosoph (* 1767)
- 14. März: Christoph Carl Kress von Kressenstein, deutscher Jurist und Bürgermeister (* 1723)
- 14. März: Johann Salomo Semler, deutscher evangelischer Theologe (* 1725)
- 17. März: Johann August Dathe, deutscher Linguist (* 1731)
- 21. März: Carl Ignaz Geiger, deutscher Jurist, Schriftsteller und Radikalaufklärer (* 1756)
- 21. März: Friedrich Bogislav Graf von Tauentzien, preußischer General (* 1710)
- 31. März: Archibald Campbell, britischer Offizier, Politiker und Gouverneur von Georgia, Jamaika und Madras (* 1739)
- 31. März: Matthias Ogden, Offizier der Kontinentalarmee während des Amerikanischen Unabhängigkeitskrieges (* 1754)
- 02. April: Gabriel de Riqueti, comte de Mirabeau, französischer Revolutionär (* 1749)
- 08. April: Theodor de Croix, Ritter des Deutschen Ordens und Politiker (* 1730)
- 24. April: Benjamin Harrison V, Gouverneur des Commonwealth of Virginia (* 1726)
- 03. Mai: Christian Gottlob Richter, deutscher Jurist, Hochschullehrer und Philologe (* 1745)
- 09. Mai: Francis Hopkinson, Delegierter für New Jersey im Kontinentalkongress (* 1737)
- 14. Mai: Franziska Lebrun, geb. Danzi, deutsche Opernsängerin (* 1756)
- 17. Mai: Jacob Wilhelm Lustig, niederländischer Komponist, Organist und Musiktheoretiker (* 1706)
- 26. Mai: Joseph von Spaur, Fürstbischof von Seckau und Fürstbischof von Brixen (* 1718)
- 02. Juni: Peter Viktor von Besenval, Schweizer Militär in französischen Diensten (* 1721)
- 10. Juni: Toussaint-Guillaume Picquet de la Motte, französischer Admiral (* 1720)
- 20. Juni: Adam Struensee, deutscher evangelischer Theologe und Generalsuperintendent von Schleswig-Holstein (* 1708)
- 22. Juni: Catherine Macaulay, englische Historikerin, Frauenrechtlerin und republikanische Schriftstellerin (* 1731)
- 25. Juni: Conrad Wilhelm Graf von Ahlefeldt, deutscher General und Kriegsminister (* 1707)
- 30. Juni: Joachim Otto Adolph von Bassewitz, dänischer Politiker und Lübecker Domdechant (* 1717)

### Zweites Halbjahr
- 02. Juli: Søren Abildgaard, dänischer Biologe und Illustrator (* 1718)
- 04. Juli: William Bull, britischer Gouverneur der Province of South Carolina (* 1710)
- 14. Juli: Joseph Gärtner, deutscher Botaniker (* 1732)
- 24. Juli: Ignaz von Born, Mineraloge und Geologe (* 1742)
- 25. Juli: Isaac Low, Delegierter des Staates New York im Kontinentalkongress (* 1735)
- 27. Juli: Friedrich Wilhelm Richter, deutscher Geistlicher und Pädagoge (* 1727)
- 30. Juli: Johann Gottfried Hermann, deutscher lutherischer Theologe (* 1707)
- 02. August: Johann Rudolph Anton Piderit, deutscher evangelischer Theologe, Geistlicher und Pädagoge (* 1720)
- 02. August: Agnes Sophie Reuß zu Ebersdorf, Gutsbesitzerin in der Ober- und Niederlausitz (* 1720)
- 02. August: Louise Friederike von Württemberg, Herzogin zu Mecklenburg (* 1722)
- 22. August: Johann David Michaelis, deutscher Theologe und Orientalist (* 1717)
- 23. August: Jeanne de Saint-Rémy, französische Adlige und Drahtzieherin der sogenannten Halsbandaffäre (* 1756)
- 23. August: Johann Jacob Tischbein, deutscher Maler (* 1725)
- 25. August: Pietro Domenico Paradies, italienischer Komponist (* 1707)
- 27. August: Placidus Fixlmillner, österreichischer Astronom und Jurist (* 1721)
- 29. August: George Stewart, britischer Seemann auf der Bounty (* 1766)
- 29. August: John Sumner, britischer Seemann auf der Bounty (* 1765)
- 02. September: František Kočvara, tschechischer Komponist (* um 1740)
- 04. September: Daniel Nettelbladt, deutscher Jurist (* 1719)
- 06. September: Gebhard Friedrich Ludolph von Angern, preußischer Landrat und Gutsbesitzer (* 1726)
- 23. September: Carl von Gontard, deutscher Architekt (* 1731)
- 10. Oktober: Christian Friedrich Daniel Schubart, deutscher Dichter, Komponist und Journalist (* 1739)
- 16. Oktober: Grigori Alexandrowitsch Potjomkin, russischer Feldmarschall (* 1739)
- 22. Oktober: Heinrich Friedrich Delius, deutscher Mediziner (* 1720)
- 22. Oktober: Jacob Vernes, Schweizer evangelischer Geistlicher (* 1728)
- 04. November: Johann Friedrich Scheuchler, deutscher Beamter (* um 1740)
- 03. Dezember: Christian Georg Schütz der Ältere, deutscher Maler und Kupferstecher (* 1718)
- 05. Dezember: Wolfgang Amadeus Mozart, Komponist aus Salzburg (* 1756)
- 10. Dezember: Jakob Joseph Frank, jüdischer Sektenführer (* 1726)
- 14. Dezember: Johann Franz Christoph Steinmetz, deutscher evangelischer Theologe (* 1730)
- 22. Dezember: William Bryant, englischer Fischer und Sträfling (* 1757)
- 25. Dezember: Claus Fasting, norwegischer Redakteur und Kritiker (* 1746)

### Genaues Todesdatum unbekannt
- Johann Jakob Adam, deutscher Silberarbeiter, Kunsthandwerker, Silberschmied und Goldschmied
- Giambattista Gherardo d’Arco, italienischer nationalökonomischer Autor (* 1739)
- Nicolaus Jantzon, deutscher Orgelbauer (* 1720)
- Dyre Kearney, US-amerikanischer Politiker